# Torto (fiume)
Il torrente Torto è un corso d'acqua della Sicilia che sfocia nel territorio comunale di Termini Imerese nella città metropolitana di Palermo.

## Caratteristiche
Il fiume ha una lunghezza di 64 km circa, e nasce a 1.010 metri nella zona della Serra Tignino e sbocca, nel Mar Tirreno, nei pressi della città di Termini Imerese. Ha carattere torrentizio di tipo alluvionale, pertanto la sua portata è funzione delle precipitazioni atmosferiche. Durante il periodo estivo è quasi sempre in secca visto che ad alimentarlo è soltanto la pioggia.
Attraversa i territori comunali di Castronovo di Sicilia, Lercara Friddi, Alia, Roccapalumba, Caccamo, Sciara e Termini Imerese tutti nella città metropolitana di Palermo. Nella sua valle si trovano anche i comuni di Montemaggiore Belsito, Aliminusa, Cerda.
La sua vallata, che scava un varco tra le catene montuose, è sfruttata in parte per il tracciato della linea ferroviaria Palermo-Catania. Lungo il suo corso insistono le stazioni ferroviarie dei comuni attraversati. La ferrovia si innesta sulla linea Palermo-Messina con una biforcazione nella stazione dal nome quasi omonimo di Fiumetorto.
A controllo del punto di raccordo tra media e bassa valle del fiume sta lo spuntone arenario di Pietralunga, lambito ad Est dal vallone Trabiata. In questa porzione valliva il paesaggio è costituito da colline di media altezza, spicca solo il Monte Roccelito, che con i suoi m 1145 è il punto più emergente del territorio. Dallo scolo delle acque lungo i versanti del Roccelito hanno origine diversi valloni e valloncelli; la sua importanza per il rifornimento idrico della zona è provata dalla individuazione di sorgenti. Altre fonti di approvvigionamento idrico in passato furono, inoltre, le “niviere”, buche per raccogliere e conservare la neve. 
La sua valle fa da confine ideale tra la Sicilia greca e la Sicilia elimia e punica.

## Toponimo
Il toponimo arabo del corso d'acqua, Wâdî ‘abî Ruqqâd ,trasmessoci da Idrisi (metà XII secolo), che significa “fiume dormiglione”. Il nome arabo, deriva dallo scorrere dell'acqua, che incide sornione il greto, così come l'attuale, Torto, già in Fazello (XVI secolo), deriva dalla conformazione tortuosa dell'alveo e mutando corso e generando anse fossili.